# Le Visage nuptial

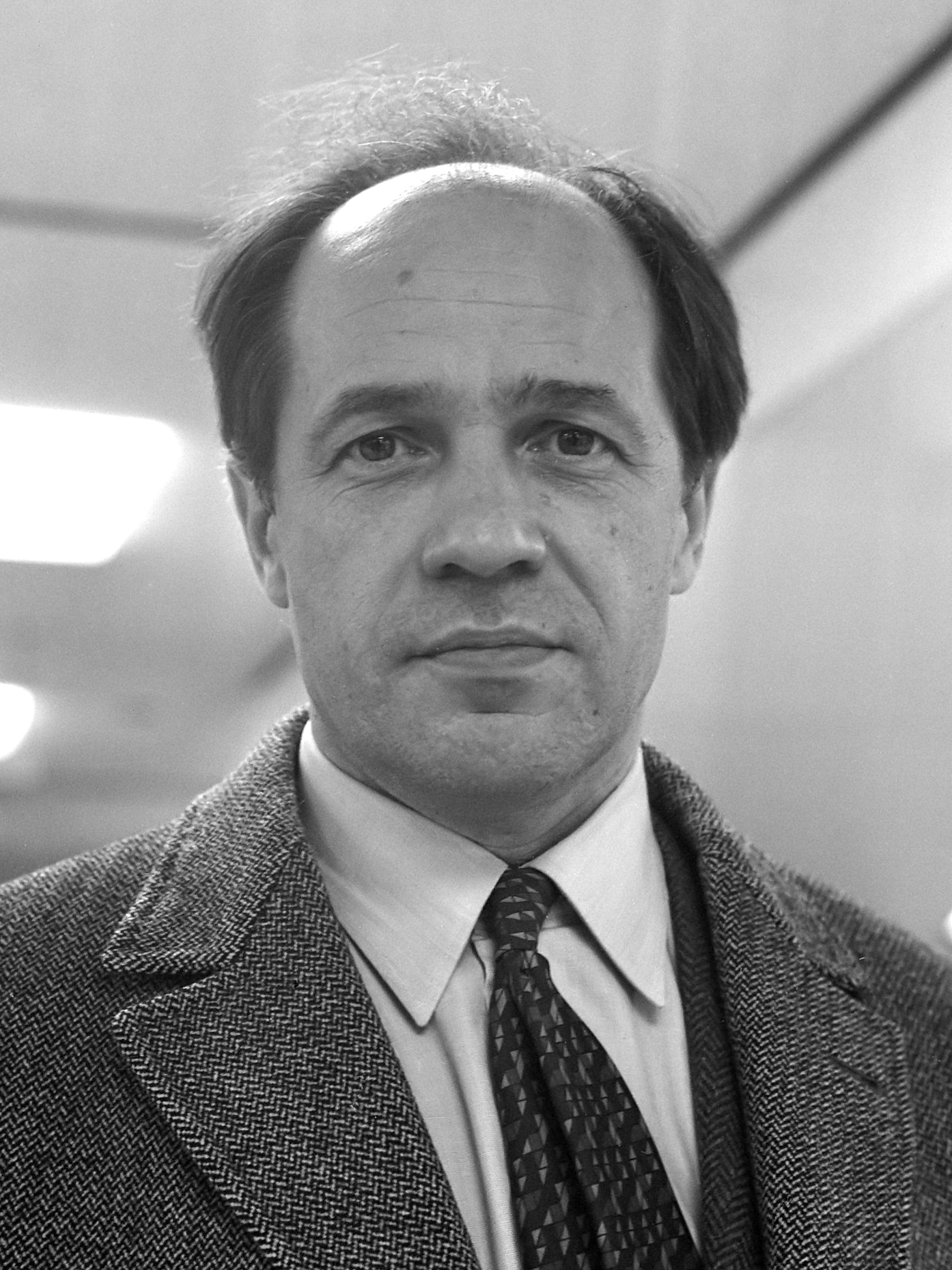
Pierre Boulez

Le Visage nuptial est une cantate profane pour soprano, contralto, chœur de femmes et orchestre de Pierre Boulez. Originellement composé en 1946-47 sur un poème de René Char pour voix, deux ondes Martenot, piano et percussion, l'ouvrage révisé en 1951-52 dans une version pour voix et orchestre est créé le 4 décembre 1957 à Cologne sous la direction du compositeur. La partition a encore été révisée par l'auteur en 1989, supprimant les quarts de ton présents dans les  deuxième et cinquième parties de la version de 1951-52, tout en en revoyant l'orchestration. Une version comportant d'ultimes révisions du compositeur a été créée le 25 février 2014 à la Cité de la Musique à Paris lors du concert de clôture du Festival "Présences" de Radio France. 

## Structure
1. Conduite: Orchestre traité à la manière d'un orchestre de chambre sans les voix.
2. Gravité: Mouvement lent qui chante l'attente amoureuse en utilisant les micro-intervalles.
3. Le Visage nuptial: Apothéose de la relation amoureuse.
4. Evadné: Dialectique entre voix intérieures et orchestre du monde extérieur.
5. Post-scriptum: Rupture du couple, et retour à la solitude avec un orchestre sans les vents.

- Durée d'exécution: vingt minutes.